# Trevalli
Trevalli ist ein Skigebiet in den Dolomiten (Italien), bestehend aus den Gebieten Passo San Pellegrino, Alpe Lusia und Falcade. Trevalli ist seinerseits Bestandteil des Skigebiets Dolomiti Superski. Das Skigebiet bietet insgesamt 90 Pistenkilometer, die sich in 25 km blaue Pisten, 30 km rote Pisten und 5 km schwarze Pisten aufteilen.
Ferner bezeichnet Tre Valli eine Region auf der Schweizer Alpensüdseite, die sich aus den Bezirken Leventina, Blenio und Riviera zusammensetzt.